# جروم استئور
جروم استئور (انگلیسی: Jerome Steever; ۷ ژانویهٔ ۱۸۸۰ – ۵ ژانویهٔ ۱۹۵۷) شناگر، و بازیکن واترپلو اهل ایالات متحده آمریکا بود.